# Clinopodium hakkaricum
Clinopodium hakkaricum là một loài thực vật có hoa trong họ Hoa môi. Loài này được Dirmenci & Firat mô tả khoa học đầu tiên năm 2009.